# Бендфельд
Бендфельд (нім. Bendfeld) — громада в Німеччині, розташована в землі Шлезвіг-Гольштейн. Входить до складу району Плен. Складова частина об'єднання громад Пробстай.
Площа — 4,41 км2. Населення становить 199 ос. (станом на 31 грудня 2020).